# Ciripedă

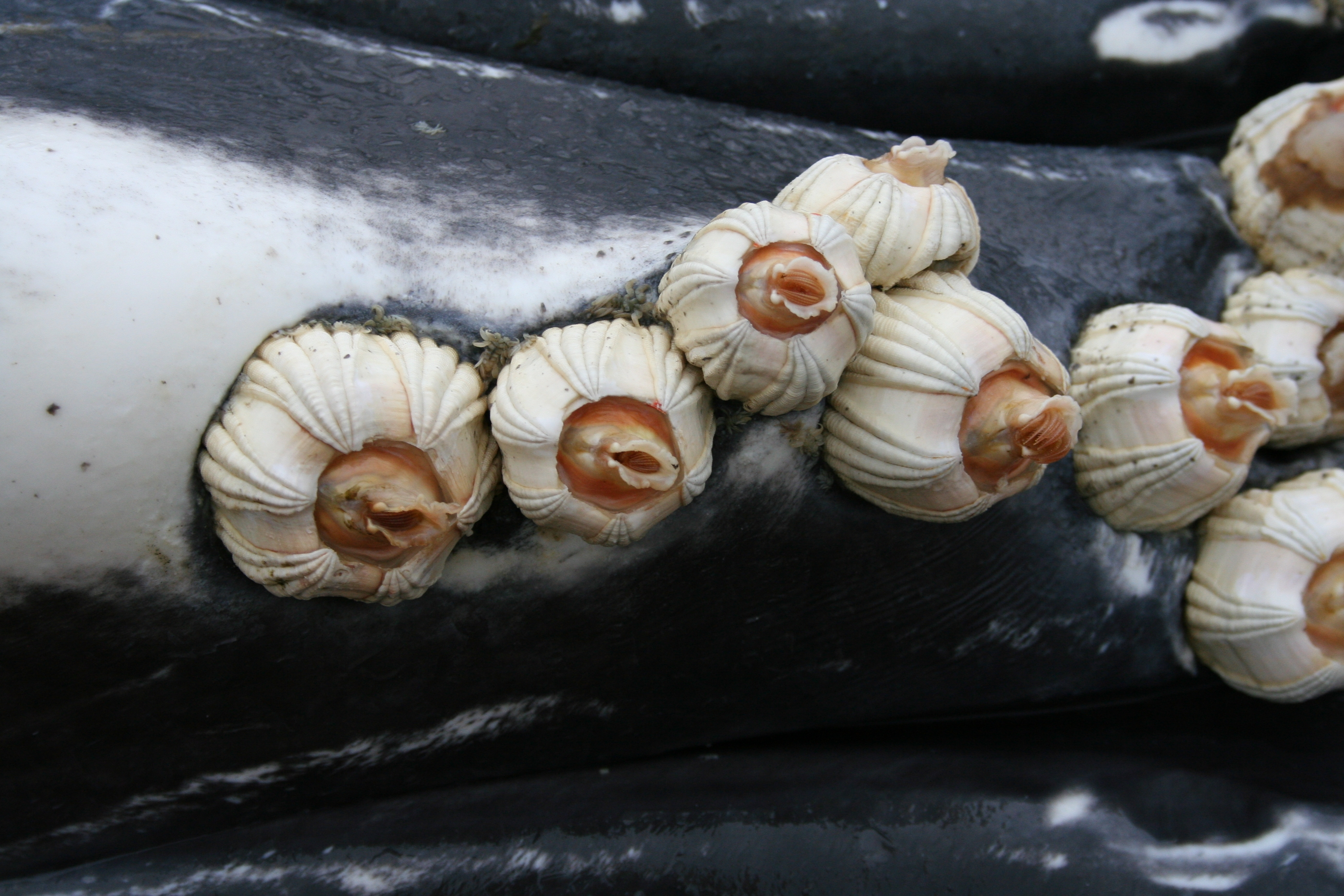
Ciripede lipite de gâtul unei balene cu cocoașă.

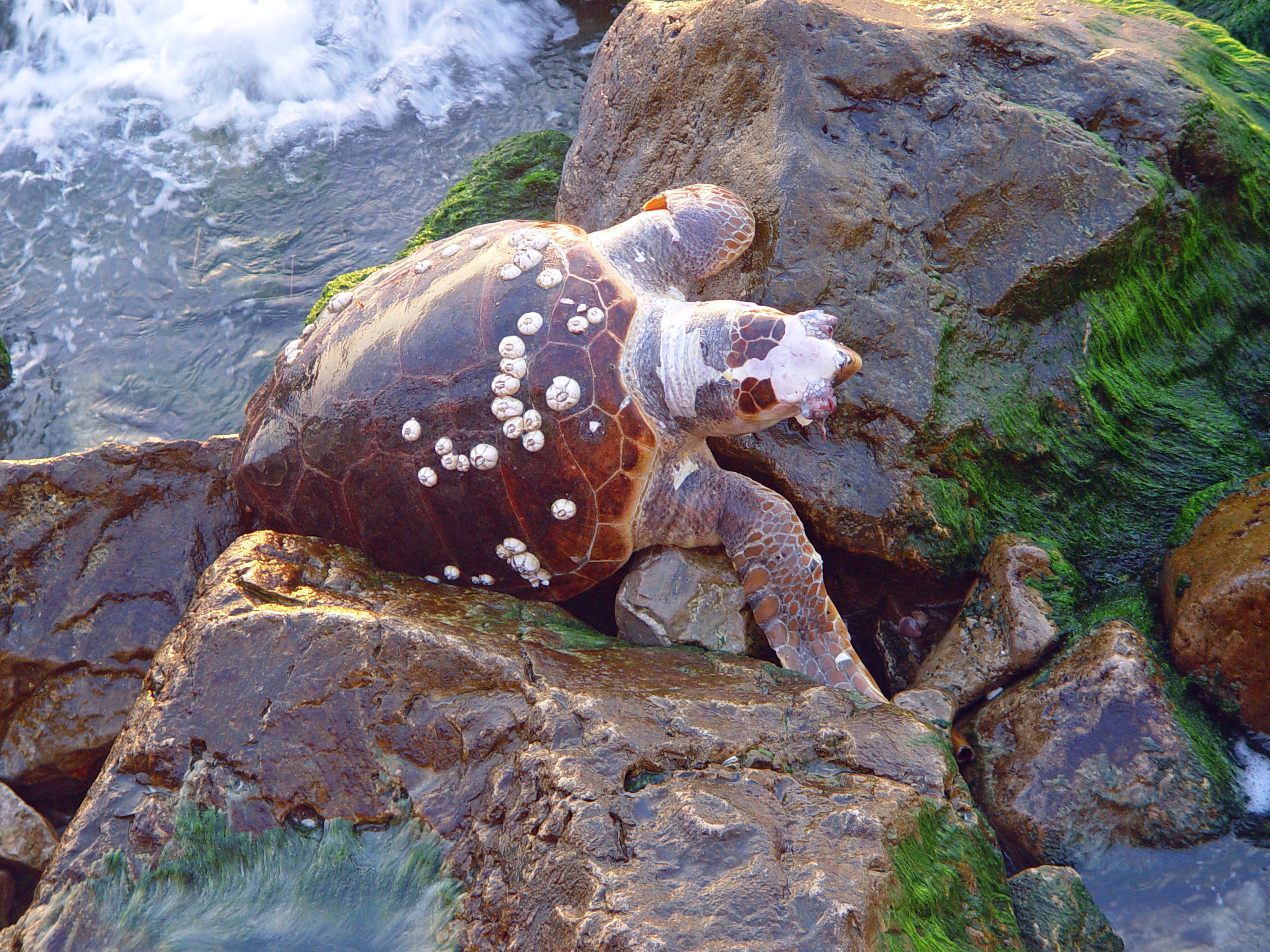
Țestoasă cu ciripede.

Ciripedele (Cirripedia, Burmeister, 1834) sunt o infraclasă de crustacee, aparținând subclasei Thecostraca. Ciripedele cuprind aproximativ o mie de specii. Apendicele toracelui acestora, numite cire, sunt folosite pentru filtrarea apei și la aducerea hranei la gură. Ciripedele sunt animale exclusiv marine și tind să trăiască în ape puțin adânci și de maree, de obicei în medii erozive. Sunt sesile (nemobile). 
Ciripedele pot avea viață liberă și, în acest caz, trăiesc atașate la o mare varietate de substraturi, inclusiv pe margini de stâncă, obiecte plutitoare și alte animale, precum balenele și țestoasele de mare, sau pot fi paraziți ai altor artropode, precum ciripedele din infraclasa Rhizocephala, paraziți foarte specializați în ceea ce privește crustaceele. Au patru stadii larvare nectonice. Numele Cirripedia vine din latină, ceea ce înseamnă tradus „cu picior ondulat”.

## Descriere
Ciripedele sunt specii incrustătoare, care se atașează temporar la un substrat dur sau un simbiont, cum ar fi o balenă (Coronulidae), un șarpe de mare (Platylepas ophiophila) sau un alt crustaceu, cum ar fi un crab sau un homar (Rhizocephala). Ciripedele au dimensiuni destul de mari, de obicei intre 0,5 si 5 cm..
Dintre crustacee, ciripedele sunt cele care se deosebesc cel mai mult de schema tipică, atât de mult încât și în secolul al XIX-lea se confundau cu moluștele; de aici derivă nomenclatura părților corpului ciripedelor, similară cu cea folosită pentru moluște. Larvele în stadiul cypris sunt asemănătoare ostracodelor, cu carapace bivalve, ceea ce le-a permis să fie clasificate drept crustacee cu o morfologie particulară.
Ciripedele din infraclasa Rhizocephala, în schimb, au o anatomie foarte simplă, lipsită de articulații vizibile sau segmentări. În comun cu celelalte ordine de lipace au doar stadiul larvar, deoarece adultul trăiește ca parazit al altor crustacee.
Ciripedele care trăiesc liber sunt atașațe de substrate prin glande de ciment care formează baza primei perechi de antene; de fapt, animalul este fixat cu capul în jos prin intermediul frunții. La unele ciripede, glandele de ciment sunt fixate pe o tulpină lungă, musculară, dar în majoritatea fac parte dintr-o membrană plană sau dintr-o placă calcifiată. Aceste glande secretă un tip de ciment natural rapid capabil să reziste la tracțiuni foarte mari. Un inel de plăci înconjoară corpul, similar cu carapacea altor crustacee. Acestea constă dintr-un rostrum, două plăci laterale, două carinolaterale și o carină.
În interiorul carapacei, animalul se întinde pe burtă, proiectându-și membrele în jos. Segmentarea este de obicei neclară, iar corpul este împărțit mai mult sau mai puțin uniform între cap și torace, cu un mic, dacă existent, abdomen. Ciripedele adulte  au puține apendice pe cap, cu doar o singură pereche de antene vestigială, atașată de glanda de ciment. Cele opt perechi de membre toracice sunt denumite cire, și se extind pentru a filtra hrana.
Simțul principal al ciripedelor pare să fie atingerea, părul de pe membre fiind deosebit de sensibil. Adultul are, de asemenea, trei fotoreceptori (ocelli), unul median și doi laterali. Acești fotoreceptori înregistrează stimulul pentru reflexul de umbră, unde o scădere bruscă a luminii determină încetarea ritmului de pescuit și închiderea plăcilor operculare. Fotoreceptorii sunt probabil capabili doar să percepe diferența dintre lumină și întuneric.  Acest ochi este derivat din ochiul naupliar primar.

## Reproducere
Majoritatea ciripedelor sunt hermafrodite, deși câteva specii sunt gonocorice sau androdioice. Ovarele sunt situate la bază sau pe tulpină și se pot extinde în manta, în timp ce testiculele sunt spre partea din spate a capului, extinzându-se adesea în torace. De obicei, indivizii hermafrodiți recent năpârliți sunt receptivi ca femele. Autofertilizarea, deși teoretic posibilă, s-a dovedit experimental a fi rară.
Stilul de viață sesil al ciripedelor îngreunează reproducerea sexuală, deoarece organismele nu își pot lăsa cochilia să se împerecheze. Pentru a facilita transferul genetic între indivizi izolați între ei, ciripedele au penisuri extraordinar de lungi⁠. Ciripedele au probabil cel mai mare raport dintre penis și dimensiunea corpului din regnul animal, de până la opt ori lungimea corpului lor.
Ciripedele se pot reproduce, de asemenea, printr-o metodă numită spermcasting, în care ciripeda masculă își eliberează sperma în apă, iar femelele o receptează și își fecundează ouăle.

## Distribuție și habitat

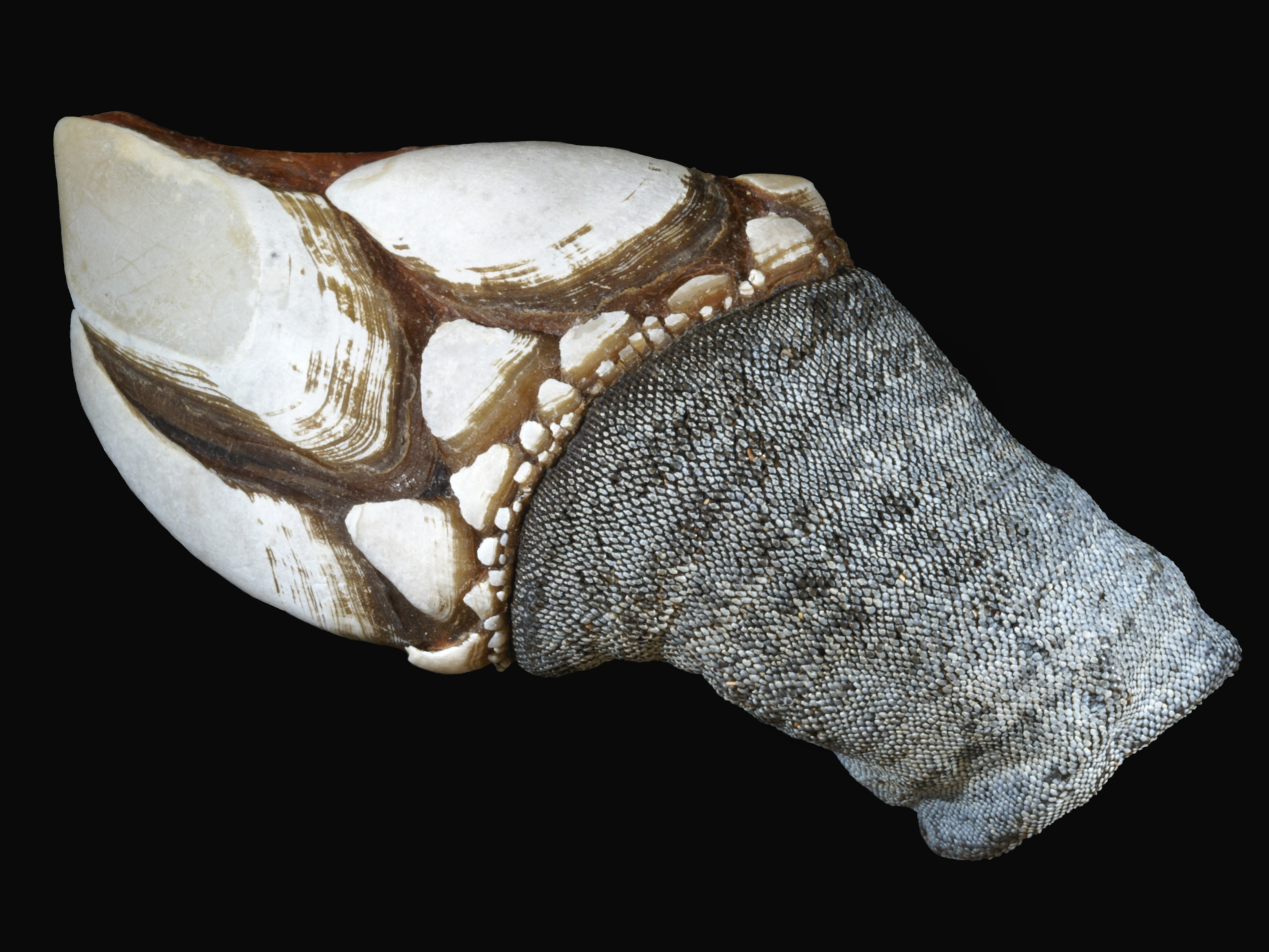
Pollicipes cornucopia.

Unele ciripede se pot găsi de obicei pe orice tip de țărm stâncos, în timp altele preferă zonele mai expuse mării sau obiectelor plutitoare. Există, de asemenea, câteva specii care sunt comensale altor organisme precum crabii, țestoasele marine sau cetaceele. Pe lângă acestea există unele specii de ciripede ce trăiesc în ape adânci.
Adesea ciripedele formează colonii foarte numeroase formate din mii de indivizi.

## Relația cu specia umană

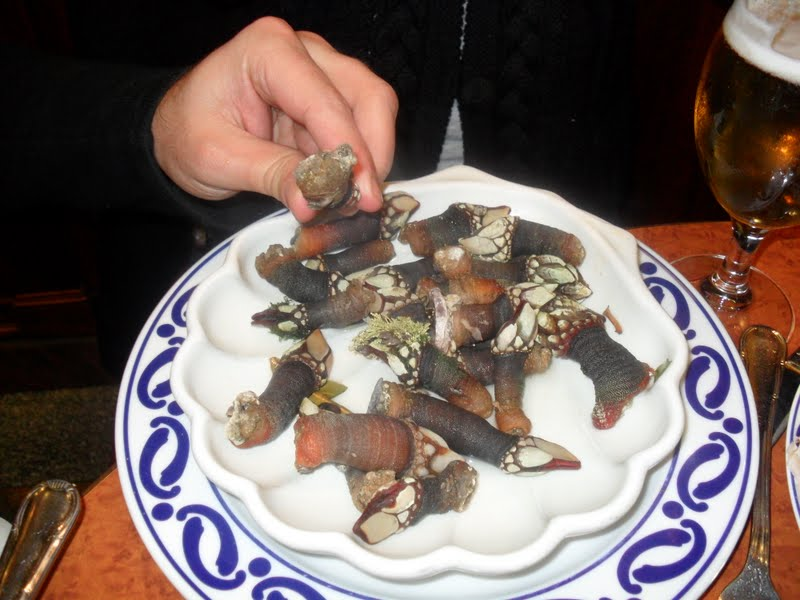
Ciripede servite într-un restaurant din Madrid.

Ciripedele se atașează adesea la structuri sintetice, uneori în detrimentul acestora. În special în cazul navelor, ciripedele sunt clasificate ca organisme care degradează structuri prin încrustarea biologică (în engleză biofouling). Numărul și dimensiunea ciripedelor care acoperă cocile navelor pot afecta eficiența acestora, provocând rezistență hidrodinamică. Aceasta nu este o problemă pentru ambarcațiunile de pe căile navigabile interioare, deoarece ciripedele se pot găsi exclusiv în ape marine.
Carnea unor specii de ciripede este consumată în mod obișnuit de oameni, în special în țări precum Franța, Spania și Portugalia.

## Clasificare

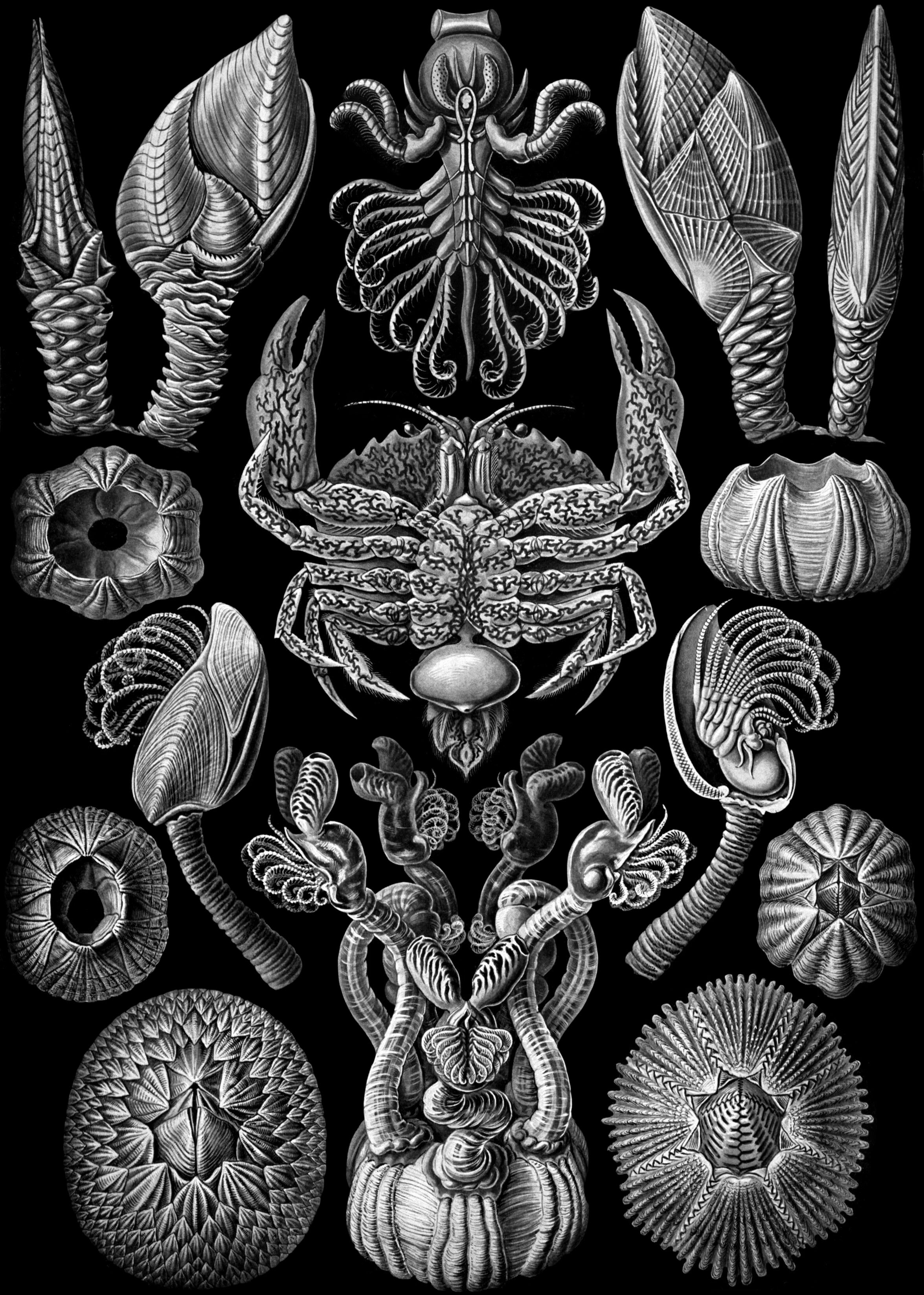
Ilustrație cu ciripede de Ernst Haeckel, Kunstformen der Natur (1904): Pe crabul din centru este lipit exteriorul ciripedului parazit Sacculina.

Unele autorități consideră ciripedele ca o clasă sau o subclasă completă. În 2001, Martin și Davis au plasat Cirripedia ca infraclasă a Thecostraca și au împărțit-o în șase ordine:
- Infraclasa Cirripedia Burmeister, 1834
  - Supraordin Acrothoracica Gruvel, 1905
    - Ordin Pygophora Berndt, 1907
    - Ordin Apygophora Berndt, 1907

  - Supraordin Rhizocephala Müller, 1862
    - Ordin Kentrogonida Delage, 1884
    - Ordin Akentrogonida Häfele, 1911

  - Supraordin Thoracica Darwin, 1854
    - Ordin Pedunculata Lamarck, 1818
    - Ordin Sessilia Lamarck, 1818

În 2021, Chan și colab. au ridicat Cirripedia la subclasă din clasa Thecostraca, iar superordinele Acrothoracica, Rhizocephala și Thoracica la infraclasă. Clasificarea actualizată, care include acum 11 ordine, a fost acceptată în Registrul Mondial al Speciilor Marine.
- Subclasa Cirripedia Burmeister, 1834
  - Infraclasa Acrothoracica Gruvel, 1905
    - Ordin  Cryptophialida Kolbasov, Newman & Hoeg, 2009
    - Ordin  Lithoglyptida Kolbasov, Newman & Hoeg, 2009

  - Infraclasa Rhizocephala Müller, 1862
  - Infraclasa Thoracica Darwin, 1854
    - Supraordin Phosphatothoracica Gale, 2019
      - Ordin Iblomorpha Buckeridge & Newman, 2006
      - Ordin † Eolepadomorpha Chan et al., 2021

    - Supraordin Thoracicalcarea Gale, 2015
      - Ordin Calanticomorpha Chan et al., 2021
      - Ordin Pollicipedomorpha Chan et al., 2021
      - Ordin Scalpellomorpha Buckeridge & Newman, 2006
      - Ordin † Archaeolepadomorpha Chan et al., 2021
      - Ordin † Brachylepadomorpha Withers, 1923
      - (Declasat) Sessilia
        - Ordin Balanomorpha Pilsbry, 1916
        - Ordin Verrucomorpha Pilsbry, 1916